# パイを食べる子供たち
『パイを食べる子供たち』（パイをたべるこどもたち、独: Die Pastetenesser, 英: Children Eating a Tart）は、スペインのバロック絵画の巨匠バルトロメ・エステバン・ムリーリョが1675-1682年にキャンバス上に油彩で制作した絵画で、画家が生まれ、生涯を過ごしたセビーリャの街頭にいた貧しい子供たちを描いている。自身も9歳の時に孤児となったムリーリョは、本作のようにリアリティーのある自然主義的な風俗画を宗教画とともに最も繰り返し描いた。本作は現在、ミュンヘンのアルテ・ピナコテークに所蔵されている。

## 作品
ムリーリョとベルンハルト・カイル (子供を描いた何点かの絵画を描いた、主にイタリアで活動したデンマークの画家) のような彼の同時代の何人かの画家たちは、子供を描いた最初のヨーロッパの画家たちであった。本作は、ムリーリョが1670-1675年のあいだに制作した子供を描いた風俗画のうちの1点で、画家がより早い時期に描いた『ブドウとメロンを食べる子供たち』 (アルテ・ピナコテーク) のようなセビーリャの街頭の子供たちを主題にした作品にもとづいている。
16世紀に植民地交易の独占港として繁栄したセビーリャは、17世紀になると衰退し、貧困は犯罪と売春と疫病の温床となった。親に捨てられた子、疫病で親を失った子は群れをなして、空き家に住み着き、飢えをしのぐために残飯を求めて、宿屋や市場や金持ちの家の前で物乞いをした。そして、使い走りや掃除などの雑用で小銭を稼いだほか、ポン引きや博徒の手下となったり、必要とあらばスリやかっぱらいに走った。
ムリーリョは、ボロを纏った浮浪児のたくましい生活力、あるいは下層階級の子供の生き生きとした生活をありのままに描く。自身も慈善団体の一員であった画家は、自身の絵画で鑑賞者に慈善的感情を引き起こそうとした可能性がある。本作では、おそらく使い走りと思われる2人の裸足の少年がいっしょにパイをうれし気に食べている。画中の細部描写は画家の自然を模倣する技巧を証明する。薄く塗られた絵具で、マルメロ、オレンジ、玉ねぎの特徴的な表面が造形されている。

## アルテ・ピナコテークにあるムリーリョの風俗画

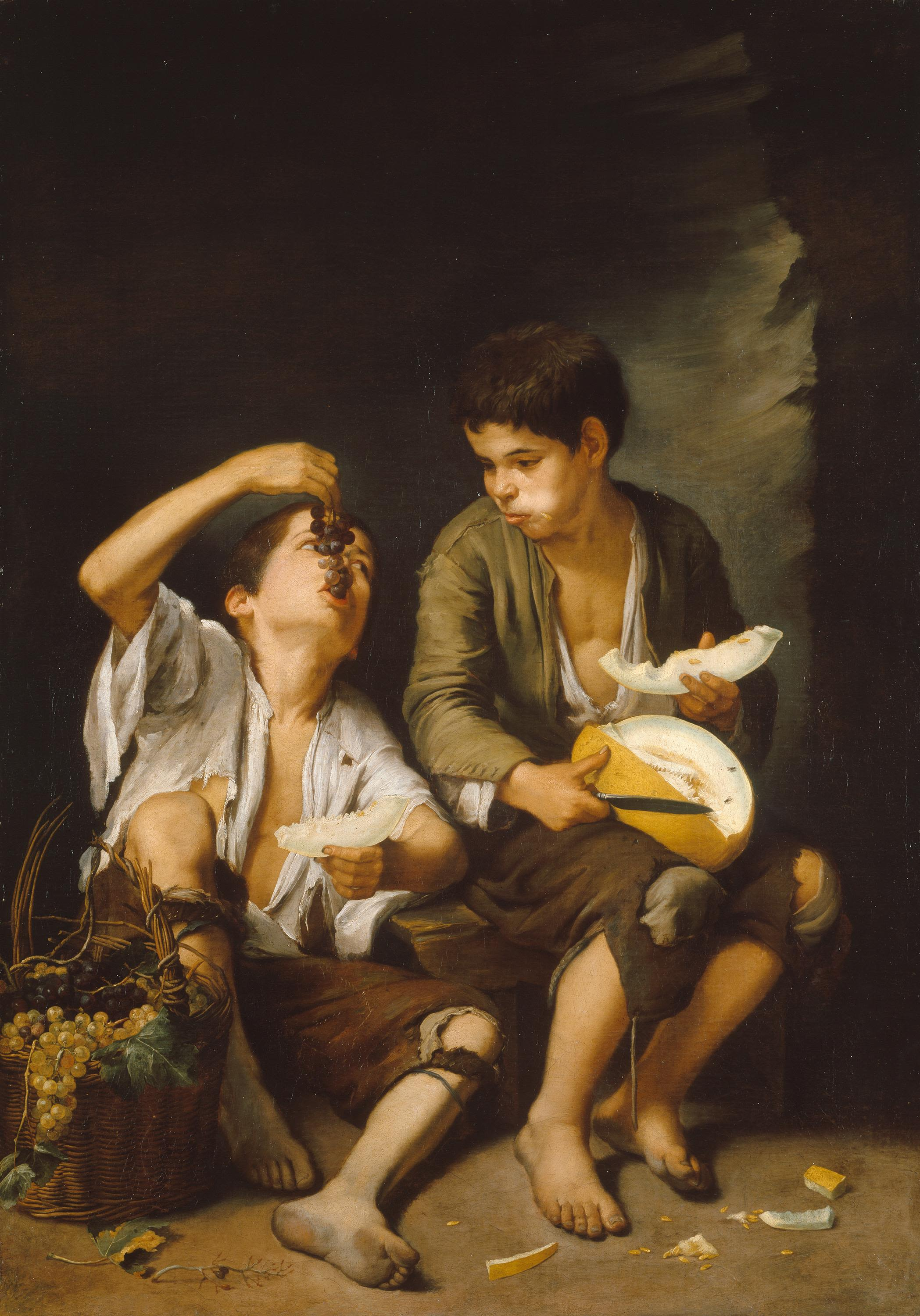
ムリーリョ『ブドウとメロンを食べる子供たち』(1645-1650年ごろ)
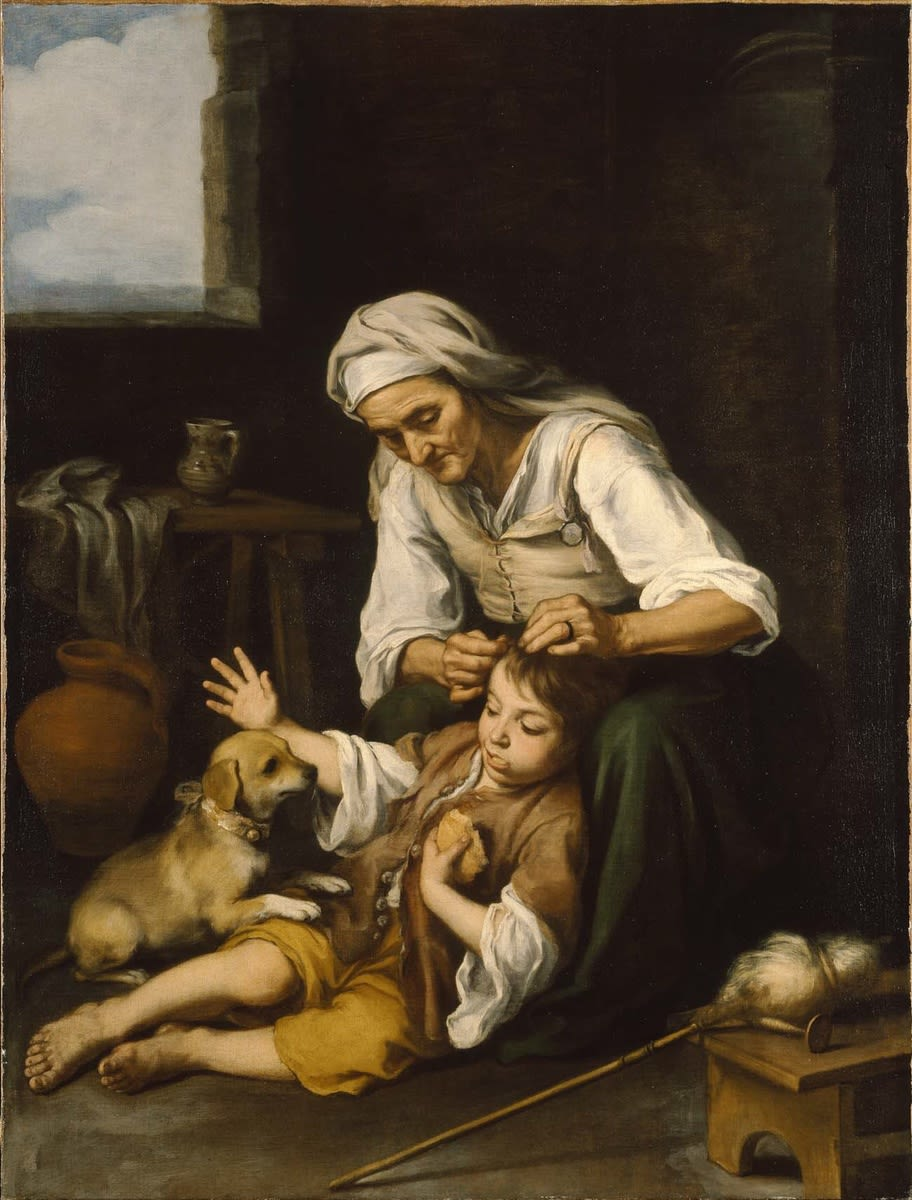
ムリーリョ『シラミを取る老婆』(1660年ごろ)
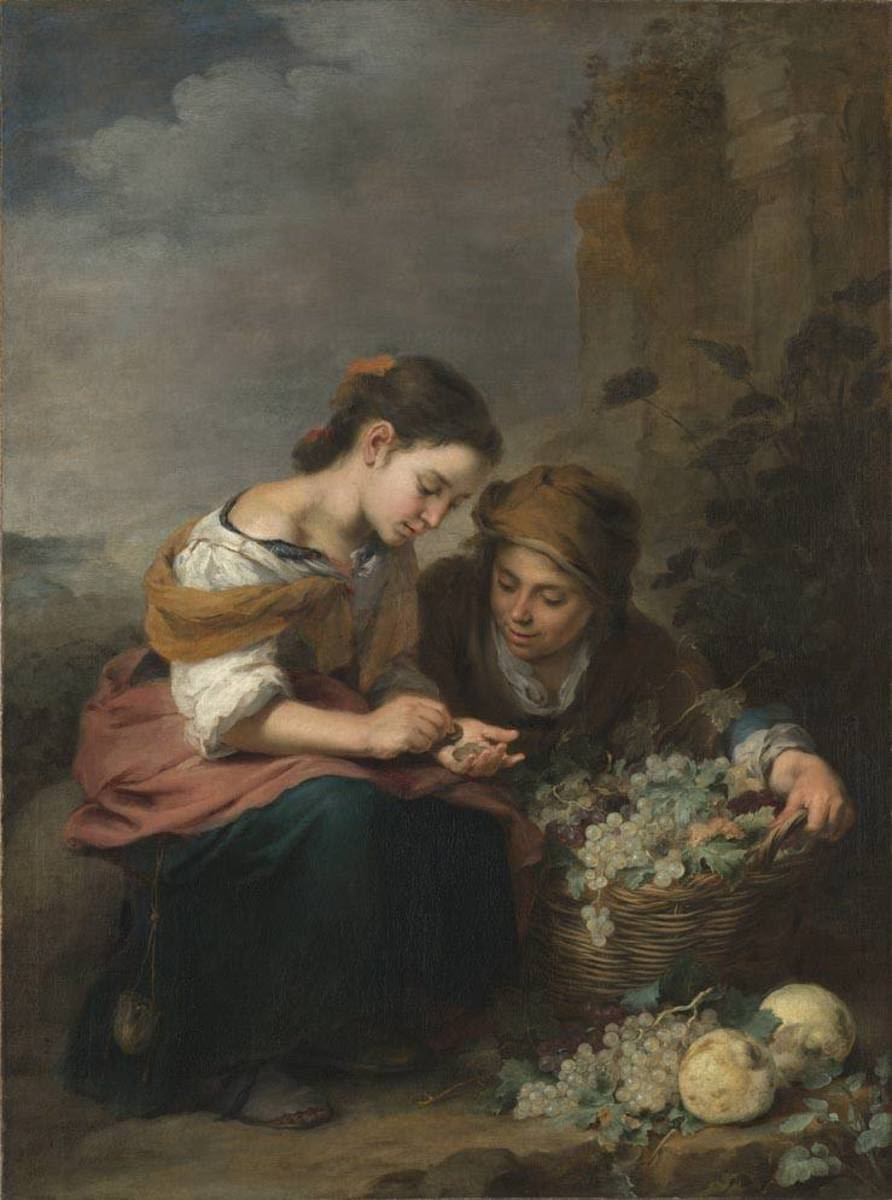
ムリーリョ『小さな果物売り』(1670-1675年ごろ)
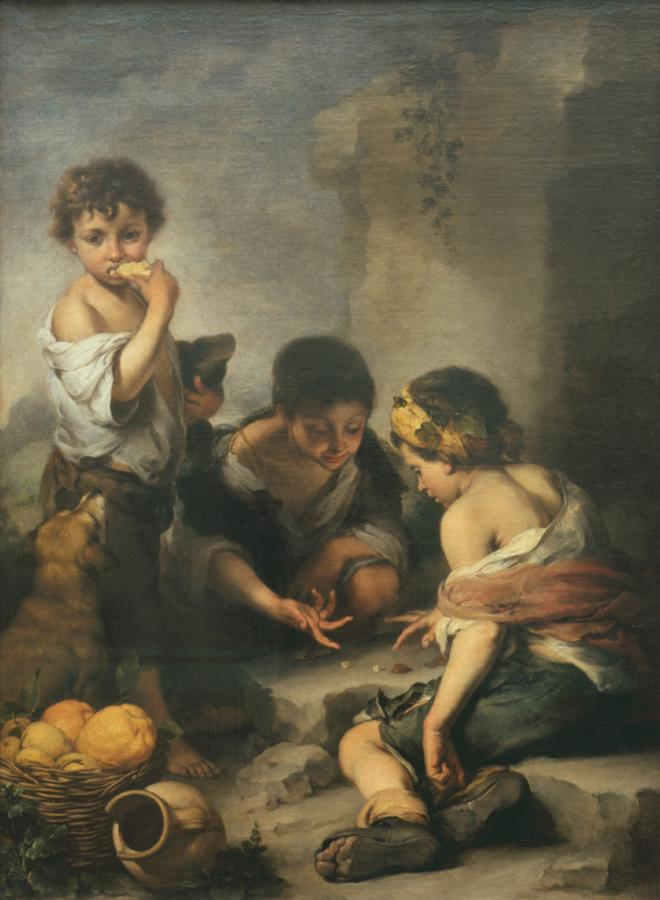
ムリーリョ『サイコロ遊びをする少年たち』(1670-1680年ごろ)